# Lars Boven
Lars Boven, né le 13 août 2001 à Reutum, est un coureur cycliste néerlandais.

## Biographie
En 2020, il rejoint Jumbo-Visma Development, réserve de l'équipe World Tour Jumbo-Visma, où son père Jan occupe le poste de directeur sportif. Au mois de septembre, il remporte une étape du Baltyk-Karkonosze-Tour

## Palmarès sur route

### Par année
- 2018
  - 1re étape du Tour du Pays de Vaud (contre-la-montre par équipes)
  - Junior Cycling Tour Assen
- 2019
  -  Champion des Pays-Bas du contre-la-montre juniors[3]
  - 4e étape de l'Acht van Bladel (contre-la-montre)
  - 2e du Tour du Pays de Vaud[4]
  - 2e de la Classique des Alpes juniors[5]
  -  Médaillé d'argent du championnat d'Europe du contre-la-montre juniors[6]
  - 3e de Paris-Roubaix juniors[7]
  - 7e du championnat du monde du contre-la-montre juniors[8]
- 2020
  - 3e étape du Baltyk-Karkonosze-Tour
- 2021
  - Prologue de l'Istrian Spring Trophy
  - Prologue par demi-équipe du Tour Alsace (avec Loe van Belle et Johannes Staune-Mittet)
- 2022
  - Flanders Tomorrow Tour
    - Classement général
    - 2e étape

  - 2e étape de la Ronde de l'Isard (contre-la-montre par équipes)
  -  Médaillé de bronze du championnat d'Europe du contre-la-montre en relais espoirs
- 2023
  - 2e du Grand Prix Pino Cerami

### Classements mondiaux
| Année                                 | 2020  | 2021  | 2022 | 2023 | 2024 |
| ------------------------------------- | ----- | ----- | ---- | ---- | ---- |
| Classement mondial                    | 1513e | 1414e | 967e | 511e | 480e |
| UCI Europe Tour                       | 1129e | 987e  | 704e | nc   | nc   |
|                                       |       |       |      |      |      |
| Légende : nc = non classéSource : UCI |       |       |      |      |      |

## Palmarès en cyclo-cross
- 2018-2019
  - Trophée des AP Assurances juniors #5, Anvers
  - 2e du championnat des Pays-Bas de cyclo-cross juniors